# Tanystylum isabellae
Tanystylum isabellae är en havsspindelart som beskrevs av Marcus, E. 1940. Tanystylum isabellae ingår i släktet Tanystylum och familjen Ammotheidae. Inga underarter finns listade i Catalogue of Life.